# Thunderfingers: The Best of John Entwistle
Thunderfingers: The Best of John Entwistle es un álbum recopilatorio del músico británico John Entwistle, publicado por la compañía discográfica Rhino Records en octubre de 1996.

## Lista de canciones
Todas las canciones escritas y compuestas por John Entwistle. 
| N.º | Título                     | Duración |  |
| 1.  | «My Size»                  | 3:47     |  |
| 2.  | «Pick Me Up (Big Chicken)» | 3:47     |  |
| 3.  | «What Are We Doing Here?»  | 3:53     |  |
| 4.  | «You're Mine»              | 4:43     |  |
| 5.  | «I Believe in Everything»  | 3:10     |  |
| 6.  | «Who Cares?»               | 4:30     |  |
| 7.  | «Thinkin' It Over»         | 3:10     |  |
| 8.  | «I Wonder»                 | 2:58     |  |
| 9.  | «Apron Strings»            | 3:47     |  |
| 10. | «The Window Shopper»       | 3:28     |  |
| 11. | «I Found Out»              | 3:50     |  |
| 12. | «I Feel Better»            | 4:46     |  |
| 13. | «Made in Japan»            | 3:57     |  |
| 14. | «Roller Skate Kate»        | 3:46     |  |
| 15. | «Mad Dog»                  | 5:27     |  |
| 16. | «Drowning»                 | 4:43     |  |
| 17. | «Fallen Angel»             | 4:42     |  |
| 18. | «Too Late the Hero»        | 7:27     |  |